# تيليس بيريس
تيليس بيريس ( (بالبرتغالية: Rio São Manuel‏)هو نهر يصل طوله إلى 1370كم في البرازيل . يتدفق النهر عبر ولاية ماتو جروسو ويمثل الجزء السفلي منه الحدود بين ولايتي ماتو جروسو وبارا . في فمه ينضم نهر جوروينا ومعا أنها تشكل نهر تاباجوس، التي تعد واحدة من أكبر روافد نهر الأمازون. الأكثر أهمية مستوطنة على طول النهر هي ألتا فلوريستا.
يقول أحد الكتاب أنه كان يطلق عليه في الأصل باراناتينجا، وتمت إعادة تسميته على اسم الكابتن تيليس بيريس الذي توفي وهو يستكشف النهر في عام 1889.
تم التخطيط لعدة سدود على النهر ؛ لإنشاء ممر مائي صالح للملاحة يربط المناطق الداخلية من البرازيل بالمحيط الأطلسي. سيتكون الممر المائي من خمسة سدود على نهر تيليس بيريس ، سد ماجيسي وسد سينوب وسد كوليدر ، وسد تيليس بيريس ، وسد ساو مانويل وسد فوز دو أبياكاس على نهر أبياكاس.
يجري حاليًا إنشاء سد كوليدير وسد تيليس بيريس، بينما لا تزال السدود الأصغر في مراحل التخطيط. 

## روابط خارجية
- Teles Pires in the American Heritage Dictionary of English (bartleby.com) (طول عفا عليها الزمن)
- Hidrovia Tapajos - Teles Pires - Regierungsdokument (portuguese)